# Кресент Вали (Невада)
Кресент Вали (енгл. Crescent Valley) насељено је место без административног статуса у америчкој савезној држави Невада.

## Демографија
По попису из 2010. године број становника је 392.
| Група             | 2000.    | 2010.       |
| Белци             | 0 (0,0%) | 330 (84,2%) |
| Афроамериканци    | 0 (0,0%) | 0 (0,0%)    |
| Азијати           | 0 (0,0%) | 6 (1,5%)    |
| Хиспаноамериканци | 0 (0,0%) | 39 (9,9%)   |
| Укупно            | 0        | 392         |